# Erzbistum Tarent
Das Erzbistum Tarent (lat.: Archidioecesis Tarentina, ital.: Arcidiocesi di Taranto) ist eine in Italien gelegene römisch-katholische Erzdiözese mit Sitz in Tarent.

## Geschichte
Das Erzbistum Tarent wurde im 6. Jahrhundert als Bistum Tarent errichtet. Im 10. Jahrhundert wurde das Bistum Tarent zum Erzbistum erhoben.